# I rymden finns inga känslor
I rymden finns inga känslor è una commedia svedese del 2010 diretta da Andreas Öhman.
Il film è stato scelto in rappresentanza della Svezia agli Oscar 2011 nella categoria Miglior film straniero.

## Trama
Simon è un ragazzo diciottenne con la Sindrome di Asperger che vive in un appartamento con il fratello Sam e la sua ragazza Frida. Simon, affascinato da qualsiasi oggetto di forma circolare e con problemi a socializzare, ha bisogno di una routine giornaliera per sentirsi bene.
Quando Frida lascia Sam e se ne va di casa, questa routine si spezza. Per ottenere di nuovo la serenità, Simon si mette in cerca di una nuova compagna per il fratello che possa sostituire il ruolo di Frida nella casa.

## Riprese e location
Il film è stato girato nella primavera del 2010 nei seguenti luoghi:
- Nylandsgatan
- Hamngatan 3
- Sjögatan 3
- Långsele
- Nyland
- Sollefteå
- Sundsvall

## Colonna sonora
- Keep Your Love - Loveninjas
- First Class Riot - The Tough Alliance
- Also Sprach Zarathustra - Royal Concertgebouw Orchestra
- It Pays To Belong - The Embassy
- Astronaut - Salem al Fakir
- Ba Ba Ba - Miss Li
- What I Want - Ane Brun
- The Wrong Way - Maia Hirasawa
- Saturday Waits - Loney Dear
- Tonight - Lykke Li
- Space Walk - Lemon Jelly

## Premi e candidature
- 2010 - Göteborg Film Festival
  - Audience Award nella categoria Best Novella Film a Andreas Öhman
- 2011 - Guldbagge Award
  - Candidatura come miglior attrice non protagonista a Cecilia Forss
  - Candidatura come Miglior film a Bonnie Skoog e Jonathan Sjöberg
- 2011 - Göteborg Film Festival
  - City of Gothenburg Award a Andreas Öhman
- 2011 - Palm Springs International Film Festival
  - 2º posto all'Audience Award nella categoria Best Narrative Feature a Andreas Öhman
- 2011 - Skip City International D-Cinema Festival
  - Special Jury Prize a Andreas Öhman
  - Candidatura al Grand Prize a Andreas Öhman
- 2011 - Young Artist Award
  - Candidatura come miglior performance in un film straniero - giovane attore a Bill Skarsgård